# L'altra (singolo)
L'altra è un singolo del rapper e cantautore italiano Dargen D'Amico, pubblicato il 17 febbraio 2017 come secondo estratto dal settimo album in studio Variazioni su etichetta discografica Giada Mesi.
La canzone, come tutto il disco, è stata registrata insieme alla pianista italiana Isabella Turso.

## Descrizione
Il brano è un remix di Zucchero Luminoso, contenuto in Musica senza musicisti.

## Video musicale
Il video, diretto da Federico Cangianiello, è stato pubblicato il 23 febbraio 2017 sul canale YouTube dell'artista.

## Tracce
1. L'altra - Variazione sul tema "Zucchero Luminoso" – 2:53

Parole di Jacopo Matteo Luca D'Amico, musica di Jacopo Matteo Luca D'Amico e Isabella Turso

## Formazione
Musicisti
- Dargen D'Amico – voce
- Isabella Turso – pianoforte e arrangiamenti
- Sebastiano De Gennaro e Daniel Plentz – percussioni
- Daniele Plentz e Dargen D'Amico – vocal percussions

Produzione
- Tommaso Colliva @ Sae Institute Studio – produzione e registrazione
- Marco Zangirolami @ Noize Studio, San Giuliano Milanese – missaggio
- Joe Lambert @ J L Mastering, Jersey City - USA – mastering